# 궈티성
궈티성(중국어 간체자: 过惕生, 정체자: 過惕生, 병음: Guò Tìshēng, 한자음: 과척생, 1907년  ~ 1989년)은 중국 안후이성 황산시 서현 출신의 바둑 기사였다. 중국 17세기에 명성이 높았던 바둑 고수 궈바이링의 후손이다. 

## 소개
궈티성은 1926년 베이징에 정착한 뒤 류디화이와 함께 '난류베이궈(南刘北过)'로 불렸다. 중화인민공화국이 건국한 뒤 베이징기원 부원장을 지냈다. 전국위기개인전에서 1957년, 1962년 두 차례 우승했다.  1964년 당시 중국 최고단인 5단이 수여됐다. 뤄젠원, 녜웨이핑이 그의 제자였다.